# Stratford-on-Avon (circonscription britannique)
Circonscription parlementaire de la Chambre des communes
La circonscription de Stratford-on-Avon est une circonscription électorale anglaise située dans le Warwickshire et représentée à la Chambre des communes du Parlement britannique.

## Géographie
La circonscription comprend :
- La ville de Stratford-upon-Avon
- Les villages et paroisses civiles de Wood End, Tanworth-in-Arden, Ullenhall, Morton Bagot, Wootton Wawen, Bearley, Sambourne, Studley, Alcester, Alne End, Great Alne, Aston Cantlow, Walcot, Arrow, Billesley, Haselor, Exhall, Broom, Dunnington, Ardens Grafton, Wixford, Binton, Luddington, Clifford Chambers, Salford Priors, Iron Cross, Abbot's Salford, Barton, Bidford-on-Avon, Marlcliff, Welford-on-Avon, Dorsington, Quinton, Long Marston, Preston-on-Stour, Newbold on Stour, Halford, Admington, Armscote, Darlingscott, Honington, Idlicote, Shipston-on-Stour, Burmington, Cherington, Barcheston, Stretton-on-Fosse, Brailes, Whichford, Ascott, Oxhill, Whatcote, Tysoe, Pillerton Hersey, Ettington, Hampton Lucy, Snitterfield et Wolverton

## Députés
Les Members of Parliament (MPs) de la circonscription sont :
1885-1918
| Législature                                   | Années    | Député                   | Député                                      | Parti        |
| --------------------------------------------- | --------- | ------------------------ | ------------------------------------------- | ------------ |
| Stratford-on-Avon Issue de South Warwickshire |           |                          |                                             |              |
| 23e                                           | 1885–1886 |                          | William Compton (5e marquis de Northampton) | Libéral      |
| 24e                                           | 1886–1887 |                          | Frederick Townsend                          | Conservateur |
| 25e                                           | 1892–1895 | Algernon Freeman-Mitford |                                             | Conservateur |
| 26e                                           | 1895–1900 | Victor Milward           |                                             | Conservateur |
| 27e                                           | 1900–1901 | Victor Milward           |                                             | Conservateur |
| 27e                                           | 1901-1906 | Philip Staveley Foster   |                                             | Conservateur |
| 28e                                           | 1906–1909 |                          | Thomas Kincaid-Smith                        | Libéral      |
| 28e                                           | 1909-1910 |                          | Philip Staveley Foster (2)                  | Conservateur |
| 29e                                           | 1910–1910 |                          | Philip Staveley Foster (2)                  | Conservateur |
| 30e                                           | 1910–1918 |                          | Philip Staveley Foster (2)                  | Conservateur |
| Remplacée par Warwick and Leamington et Rugby |           |                          |                                             |              |

Depuis 1950
| Législature                                | Années       | Député        | Député       | Parti        |
| ------------------------------------------ | ------------ | ------------- | ------------ | ------------ |
| Recréée de Warwick and Leamington et Rugby |              |               |              |              |
| 39e                                        | 1950–1951    |               | John Profumo | Conservateur |
| 40e                                        | 1951–1955    |               | John Profumo | Conservateur |
| 41e                                        | 1955–1959    |               | John Profumo | Conservateur |
| 42e                                        | 1959–1963    |               | John Profumo | Conservateur |
| 42e                                        | 1963-1964    | Angus Maude   |              | Conservateur |
| 43e                                        | 1964–1966    | Angus Maude   |              | Conservateur |
| 44e                                        | 1966–1970    | Angus Maude   |              | Conservateur |
| 45e                                        | 1970–1974    | Angus Maude   |              | Conservateur |
| 46e                                        | 1974–1974    | Angus Maude   |              | Conservateur |
| 47e                                        | 1974–1979    | Angus Maude   |              | Conservateur |
| 48e                                        | 1979–1983    | Angus Maude   |              | Conservateur |
| 49e                                        | 1983–1987    | Alan Howarth  |              | Conservateur |
| 50e                                        | 1987–1992    | Alan Howarth  |              | Conservateur |
| 51e                                        | 1992–1997    | Alan Howarth  |              | Conservateur |
| 51e                                        | 1995-1997    | Alan Howarth  |              | Travailliste |
| 52e                                        | 1997–2001    |               | John Maples  | Conservateur |
| 53e                                        | 2001–2005    |               | John Maples  | Conservateur |
| 54e                                        | 2005–2010    |               | John Maples  | Conservateur |
| 55e                                        | 2010–2015    | Nadhim Zahawi |              | Conservateur |
| 56e                                        | 2015–2017    | Nadhim Zahawi |              | Conservateur |
| 57e                                        | 2017–2019    | Nadhim Zahawi |              | Conservateur |
| 58e                                        | 2019–Présent | Nadhim Zahawi |              | Conservateur |

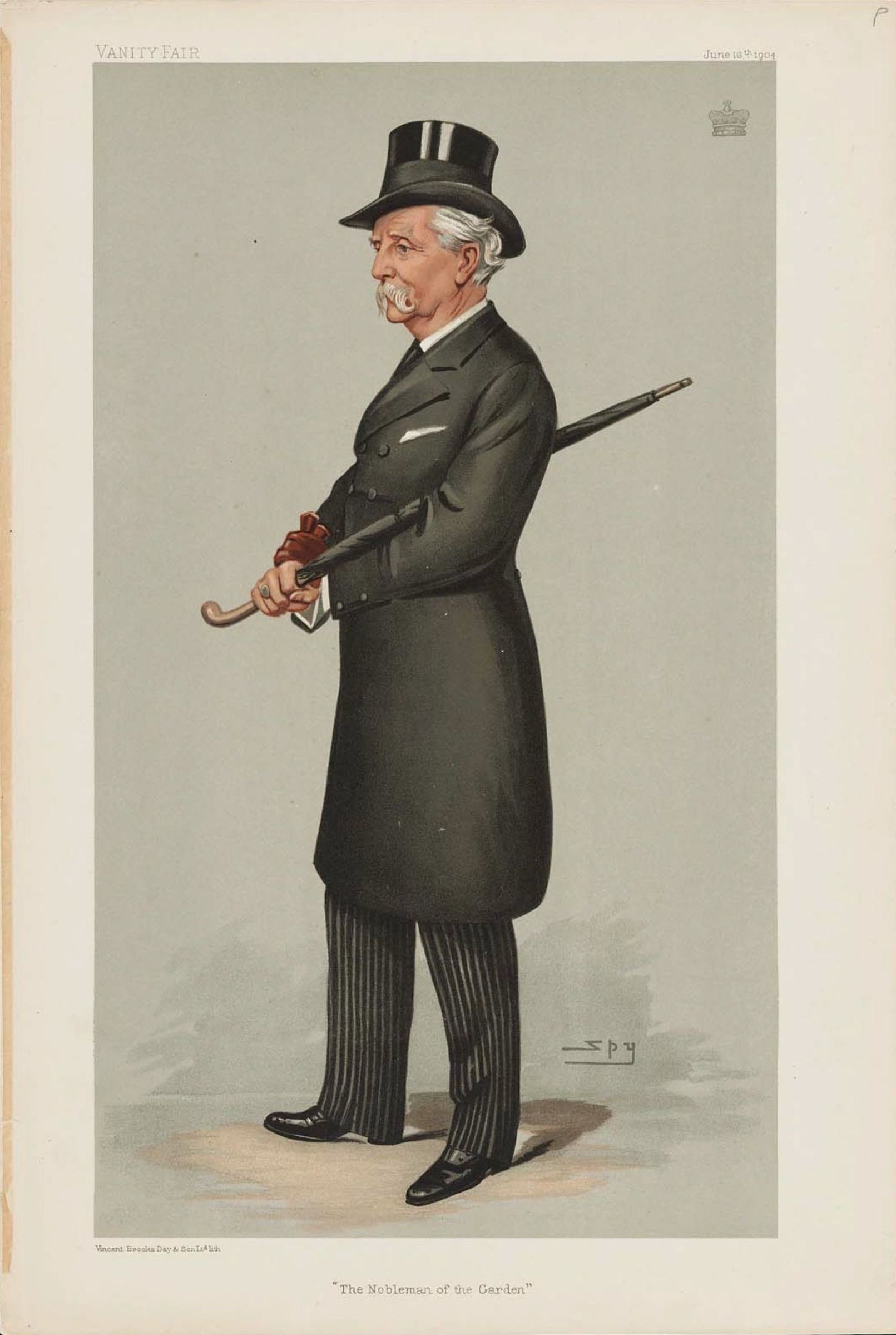
Algernon Freeman-Mitford (1892-1895)
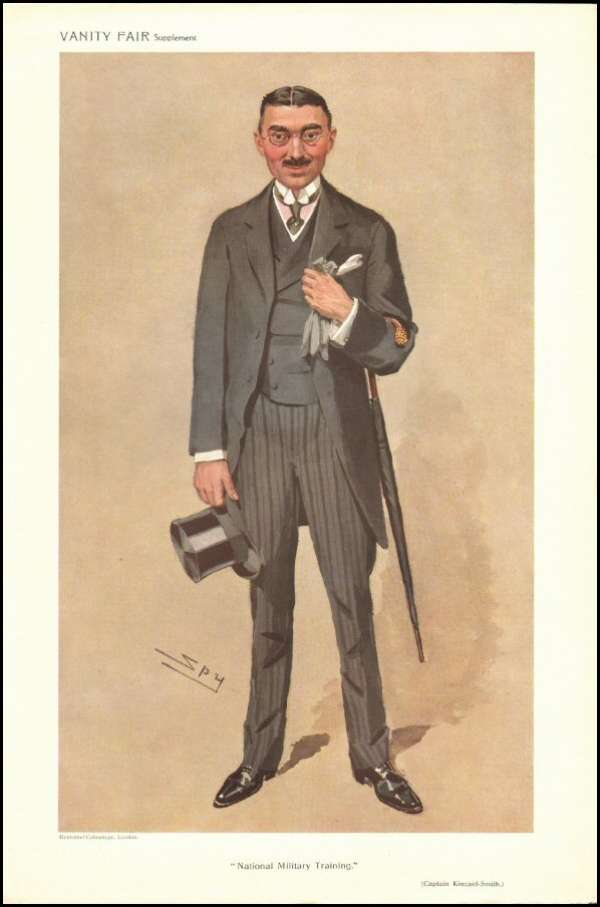
Thomas Kincaid-Smith (1901-1906), par Spy (Vanity Fair)
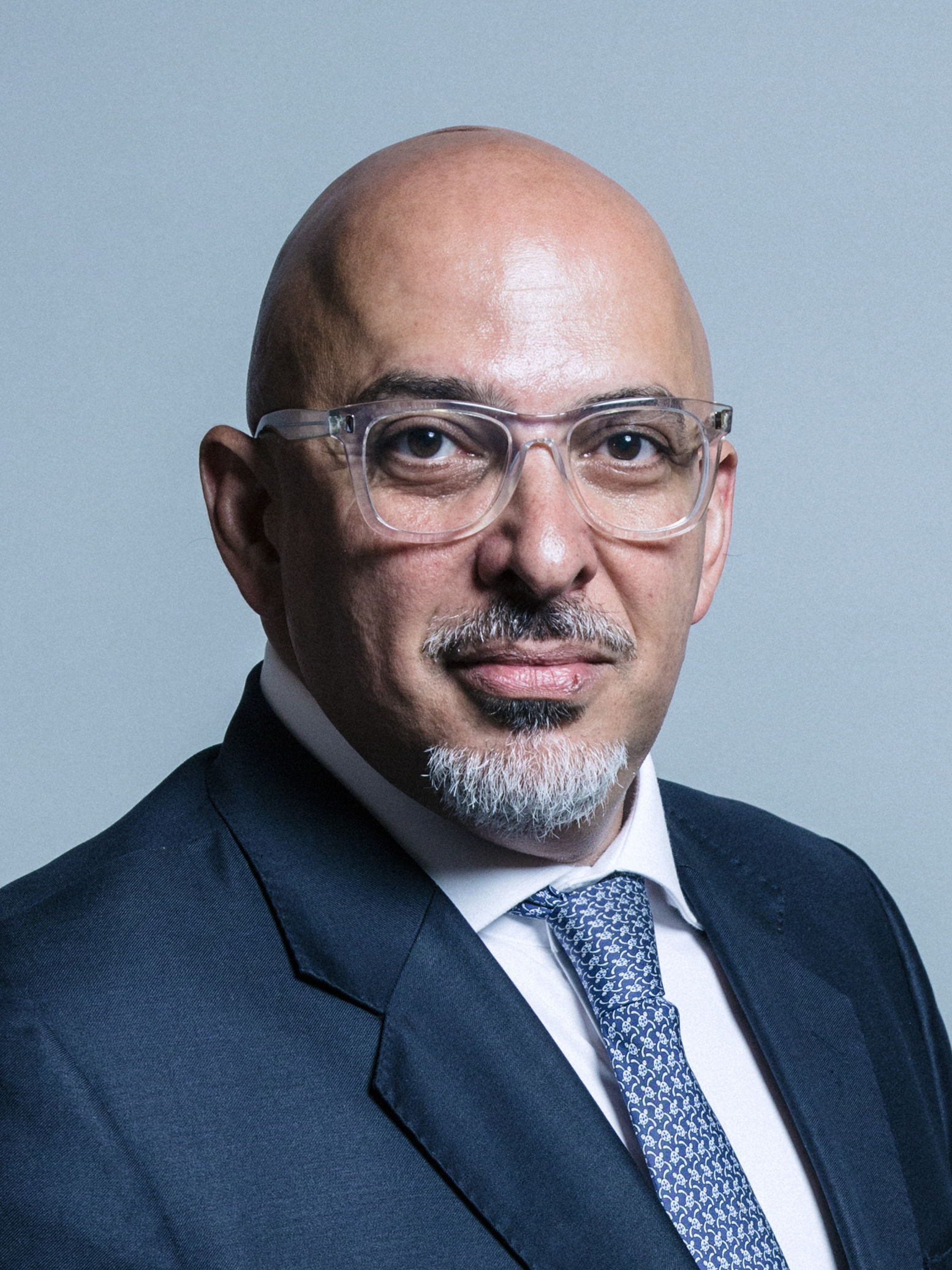
Nadhim Zahawi (2010-Présent)